# Corcyre (département)
Pour les articles homonymes, voir Corfou (homonymie).
1797–1802
Entités précédentes :
- République de Venise

Entités suivantes :
- République des Sept-Îles

Corcyre est un ancien département français de Grèce créé dans les îles Ioniennes dont la préfecture était la ville de Corfou, dans l'île du même nom.
Le département fut créé en 1797, lors de l'annexion des îles Ioniennes à la France.
Il était constitué :
- des îles Ioniennes de Corfou, Paxos, Merlere (Érikoussa), Fano (Othoni), Vído et Antipaxos ;
- des villes de Bouthrote et Parga sur le continent.

Le commissaire du gouvernement est Louis Chicoilet de Corbigny, remplacé en mai 1798 par Jean Briche, à l'arrivée du commissaire général des îles Ioniennes Comeyras, Corbigny étant démissionnaire.
Perdu en 1799 après le siège de Corfou mené par les forces russes et ottomanes, il est définitivement supprimé en 1802. La République des Sept-Îles lui succède. Ces îles seront de nouveau occupées par les Français entre 1807 et 1814.